# كلارك بي. كوشرين
كلارك بي. كوشرين هو محامٍ وسياسي أمريكي، ولد في 31 مايو 1815 في نيو بوسطن في الولايات المتحدة، وتوفي في 5 مارس 1867 في ألباني في الولايات المتحدة. نشط حزبياً في الحزب الجمهوري والحزب الديمقراطي. وقد انتخب عضو جمعية ولاية نيويورك ‏ وانتخب عضو مجلس النواب الأمريكي ‏.